# 不窋
不窋（?—?），姬姓，是尧时重臣后稷的後人，夏朝孔甲时期周部落的首领。
后稷納姞氏，生不窋。
姬氏自尧时起历代为稷官（农师），不窋也继承父职。不窋晚年时，夏朝国政腐败，不关心农业，取消了稷官。不窋失官后，离开祖居邰（今陕西省武功县）出走，率领周部落迁徙到北豳（今庆城县）的戎狄之间。其死後葬在甘肅慶城的周祖陵。